# Correu
|  | «Correus» redirigeix aquí. Vegeu-ne altres significats a «Còrreus» i a «Correu (persona)» |

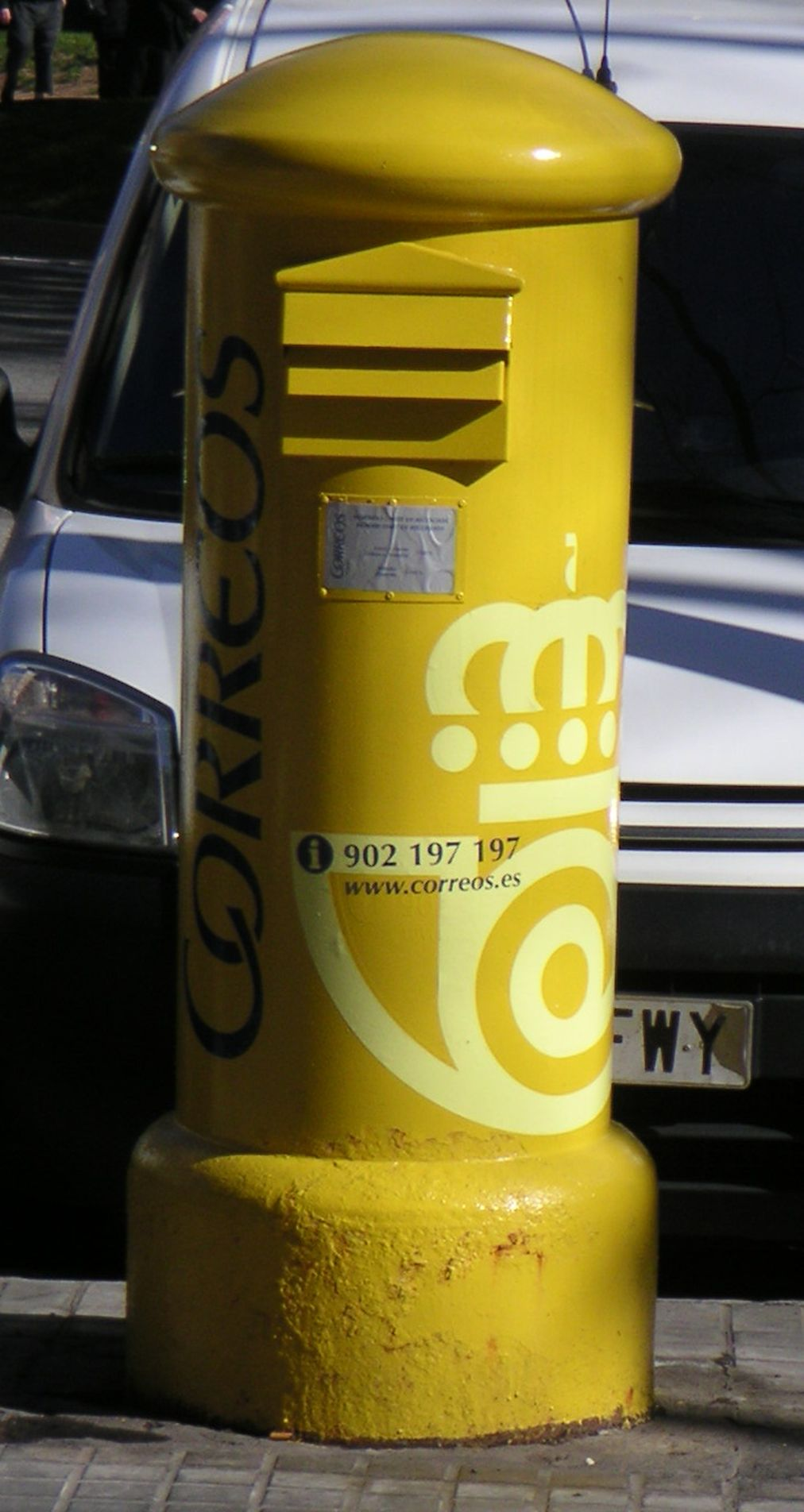
Bústia per a enviar el correu

El correu és un sistema que permet enviar documents, normalment dins d'un sobre, o paquets contenint altres materials, a destinacions d'arreu del món. Els serveis de correu poden ser privats o públics. Des del segle xix, la majoria de governs han instituït sistemes de correus nacionals que funcionen com a monopolis. Normalment, cal pagar el servei de correu comprant i afixant un segell en el sobre o paquet. En alguns països, els serveis de correus donen altres serveis suplementaris, com ara comptes corrents. Per analogia, s'anomena correu electrònic al sistema que permet enviar missatges en format electrònic arreu del món, normalment a través d'Internet.

## Història
En el primer mil·lenni aC existia als imperis assiri i persa un servei de correus reial, amb el fi de distribuir proclames i edictes al territori.
A l'Imperi Romà s'estengué gràcies a la construcció de les vies de comunicació i fou dirigit pel prefecte del pretori, amb un delegat a cada província. També existí un correu particular, tramès per mitjà d'esclaus.

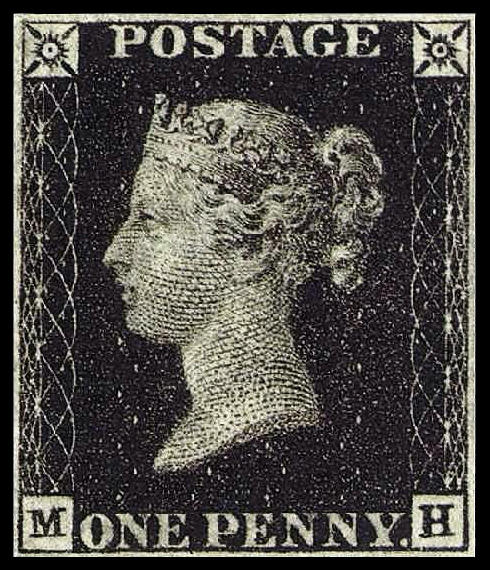
El primer segell postal emes a Gran Bretanya el 1840: el Penny Black

A l'edat mitjana el servei de correus experimentà una regressió encara que es mantingué una organització similar a la de períodes anteriors i algunes entitats tingueren els seus serveis particulars. En el cas català es documenta una ruta anomenada escarsella.
Una mena de servei públic de correus s'inicià el s.XIV amb la creació d'un correu de mercants que podien utilitzar persones privades.
El s.XV fou creada a Venècia una organització per Francesc I de Tassis i la seva família, d'origen bergamasc. Disposaven d'estacions pel canvi de cavalls (posta) i amb serveis internacionals. Després foren cridats per Maximilià I per organitzar serveis de correus a tots els dominis imperials.
A la península Ibèrica la família Tassis exercí aquest monopoli des del 1518, llevat de la Corona d'Aragó, que fou independent durant llargs períodes. Aquests monopolis, estesos de forma progressiva als diversos estats, continuaren fins al s.XIX (Prússia abolí el privilegi atorgat a Thum i Tassis el 1867).
Al s.XVIII les antigues postes foren substituïdes per carruatges, que admetien també viatgers.
A partir del x.XIX, la transformació dels mitjans de transport millorà i incrementà el servei de correus.
Les primeres tarifes postals aparegueren al final del s.XVI i al s. XIX l'anglès Rowland Hill inventà el segell, adoptat l'any 1840 a la Gran Bretanya i difós ràpidament per altres estats. L'administració de correus espanyola n'adoptà l'ús el 1850.

### Països Catalans
Als Països Catalans, a més dels correus reials, municipals o privats, hi hagué correus al servei del públic ubicats a determinats hostals a on l'hostaler (després hoste de correus) recollia les cartes, les distribuïa als troters o correus i repartia les rebudes.
Des del s.XIV foren considerats, tant els correus com els hostes, funcionaris públics, de nomenament reial o municipal, amb prerrogatives i exempcions (el consell de Barcelona publicà disposicions reglamentant el càrrec l'any 1338). Inicialment els correus anaven a peu, però a partir de mitjans del s.XIV s'anà generalitzant l'ús de cavalls.

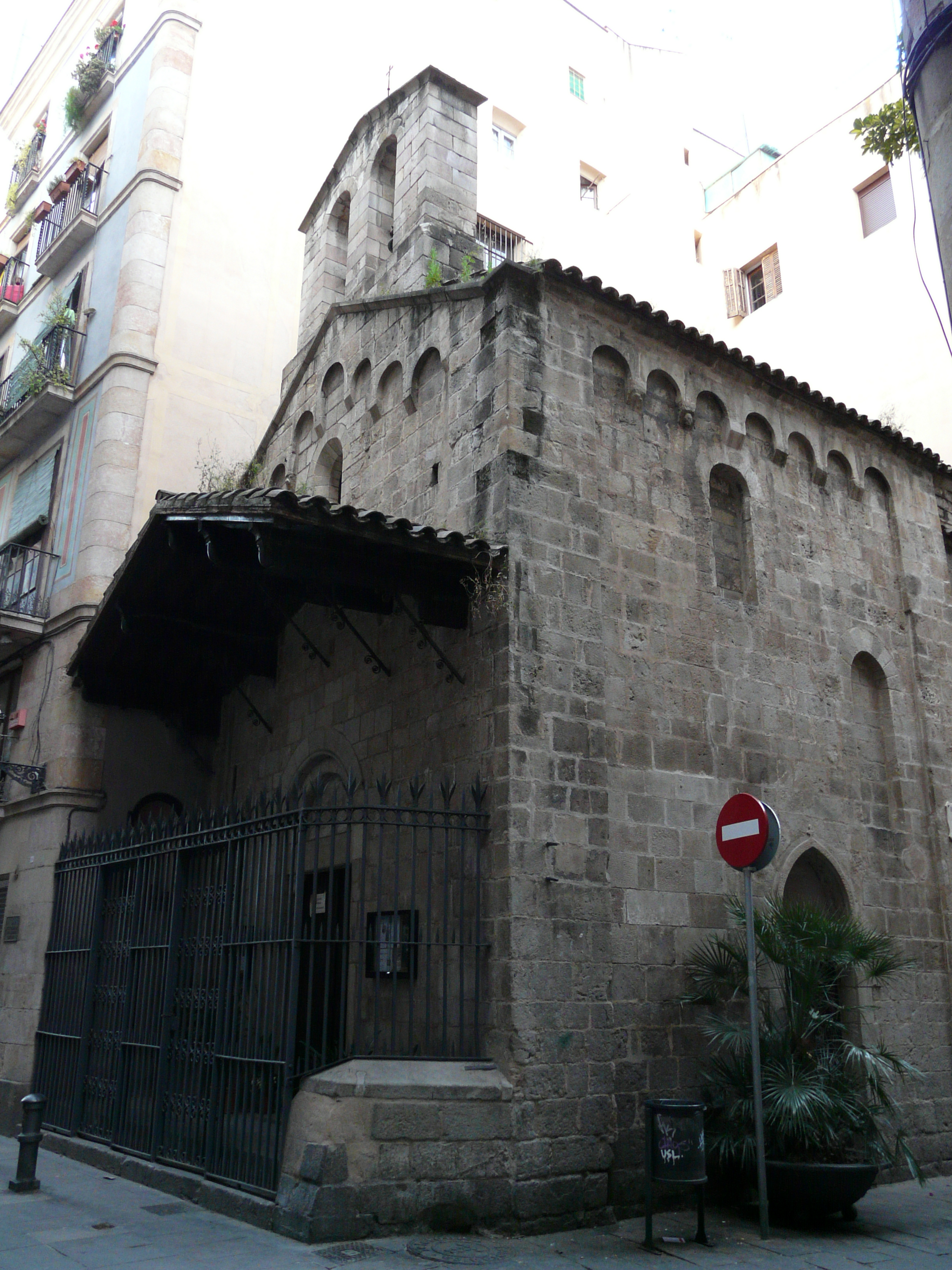
Capella d'en Marcús, al barri de la Bòria a Barcelona

A Barcelona els correus formaren una companyia des del s. XIV i constituïren una confraria radicada a la Capella d'en Marcús, construïda per Bernat Marcús al segle xii al carrer Carders en la cantonada del carrer Montcada, aleshores principal sortida de Barcelona cap a França, on vivien els nobles i mercaders més rics. Des del 1417 la capella d'en Marcús va ser la seu de la Confraria de Correus de Barcelona, considerada la primera veritable organització postal d'Europa, i amb caràcter públic.
El símbol de la confraria era un correu a cavall tocant una trompa de caça. Al Centre de Conservació i Restauració del Museu d'Història de Barcelona es conserva la imatge gravada en el respatller d'un banc de fusta que hi havia a la capella d'en Marcús i que es va salvar de les cremes d'esglésies dels segles XIX i XX.
La confraria tingué jurisdicció sobre el Principat i els regnes de València i d'Aragó. Mallorca tingué la seva pròpia confraria, amb una organització de correus autònoma.
El 1488 Ferran el Catòlic aprovà unes ordenances que reforçaren el poder de la confraria barcelonina amb el dret de terna (presentació de tres o quatre candidats al rei) per al nomenament dels càrrecs d'hoste de correus a tots els regnes peninsulars de la corona, l'exclusiva dels cobraments de drets en aquests territoris així com la facultat de nomenar els majorals i prohoms de la confraria a Barcelona, Saragossa i València, a més de la de nomenar els correus.
A partir d'aleshores, el càrrec d'hoste arribà a esdevenir únic a cada població. El 1505 fou organitzada a València una confraria pròpia. Però la confraria de Barcelona fou menystinguda amb l'incompliment del dret de terna, especialment a València i Saragossa, i pel nomenament per part de Carles V del Sacre Imperi Romanogermànic, el 1518, dels germans Tassis (nebots de Francesc I de Tassis, designat el 1505 per Felip I de Castella mestre de correus de Castella) com a mestres majors d'hostes, postes i correus de la cort i de tots els seus regnes, amb caràcter hereditari.
La confraria barcelonina, amb el suport del Consell de Cent, recusà l'extensió d'aquest monopoli a la Corona d'Aragó i aconseguí mantenir-se independent al Principat, malgrat les interferències dels Tassis i la pèrdua del dret de terna fins i tot a Barcelona, on per influència de Carles V el càrrec de mestre de correus passà a la família Ferran, amb caràcter hereditari. Finalment, Felip Ferran i Alcate pactà amb el comte d'Oñati, Íñigo Vélez de Guevara y de Tassis, i a partir del 1662 el càrrec, continuat per la família Cortada-Ferran, estigué sota la dependència dels Tassis.
A València, el càrrec de mestre de correus, nomenat pel rei des del 1520, fou de la família Alvarado fins al 1568 quan, amb el consentiment dels Tassis, passà a Pere d'Arciniega. El 1577 s'inicià la dinastia dels Valda com a correus majors de València. A Alacant, els correus demanaren, el 1602, d'agrupar-se en confraria de la Mare de Déu dels Àngels segons les ordenances barcelonines del 1488. Des del 1610 els Tassis concertaren estafetes regulars de Madrid a València i a Barcelona. El 1706 Felip V suprimí el monopoli dels Tassis, i el 1716 incorporà definitivament a la corona els serveis de correus, que reglamentà el 1720. Les confraries, tanmateix, es mantingueren un quant temps amb caràcter exclusivament religiós.

### Emplaçaments on ha tingut la seu de correu la ciutat de Barcelona
Emplaçaments on ha tingut la seu el correu la ciutat de Barcelona en diferents èpoques:

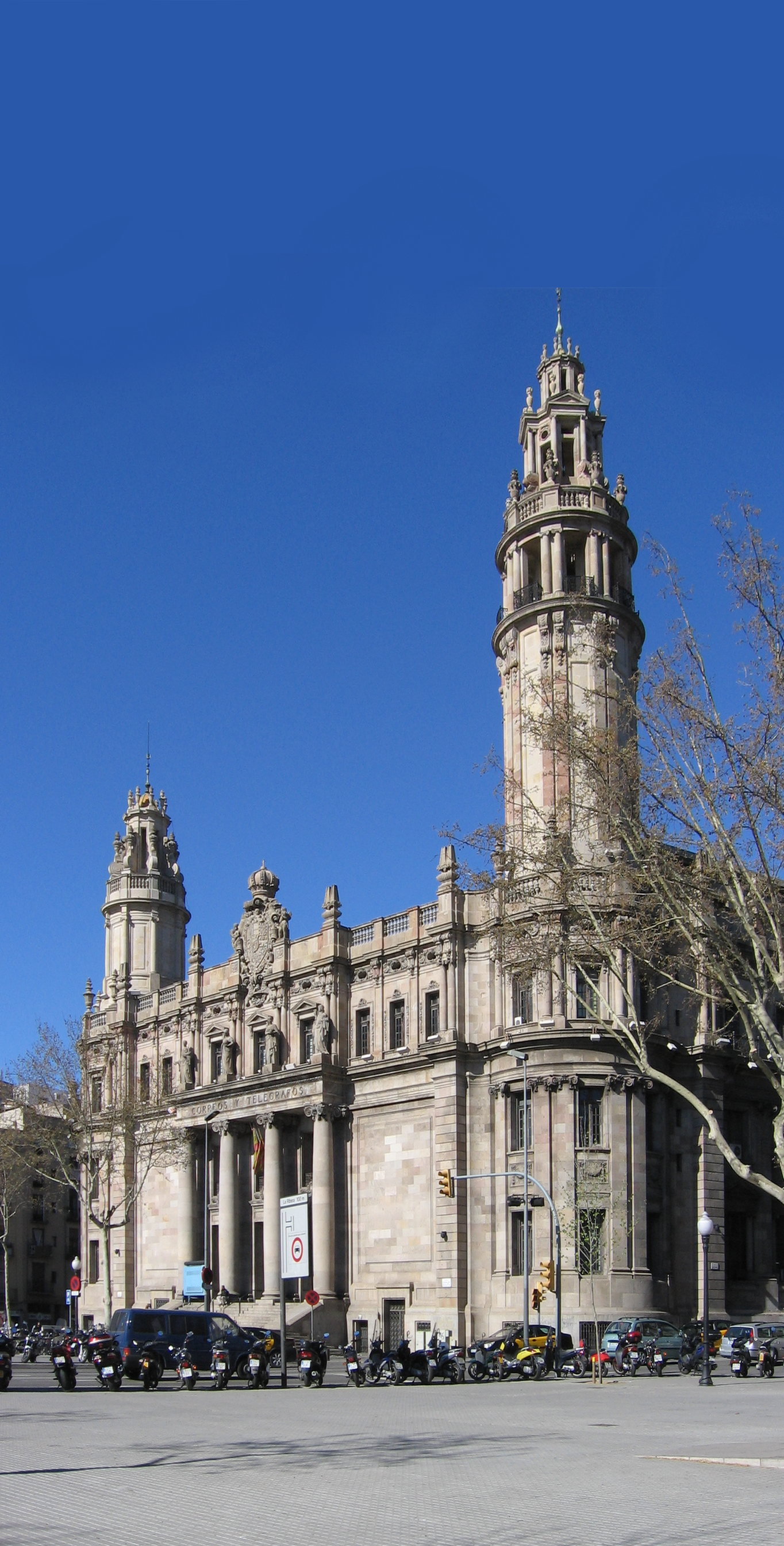
Edifici central de correus i telègrafs

Capella d'en Marcus (segle xiv)Capella construïda per Bernat Marcús al segle xii al carrer Carders, aleshores principal sortida de la ciutat cap a França, en la cantonada del carrer Montcada, on vivien els nobles i mercaders més rics. Des del 1417 la capella d'en Marcús va ser la seu de la Confraria de Correus de Barcelona, considerada la primera veritable organització postal d'Europa, i amb caràcter públic.
- Palau renaixentista de la família Ferran (s. XVI al s. XVIII): Al carrer del Correu Vell. Del segle xvi al xviii es transmetia de pares a fills el títol de Correu Major de Catalunya. Els Ferran es van haver d'enfrontar amb el poder internacional dels Tassis, una família que tenia el monopoli del correu a l'imperi dels Habsburg, i, a partir de la dinastia dels Àustries, a Espanya. En el litigi van prevaldre els drets de l'antic gremi dels correus per nomenar els seus càrrecs.

Casa Golorons i Casa Bacardí (s. XVIII)
Al s.XVIII l'oficina central de Correus es va traslladar a la Casa Golorons, a la plaça Regomir, quan els Ferran van perdre ells drets amb l'arribada de la dinastia borbònica. Posteriorment va estar a la casa Bacardí, a la plaça del Teatre. A l'edifici de correus hi vivia el mestre de postes. I a les quadres havien de tenir fins a nou cavalls per assegurar el relleu en tot moment. Des del Masnou, la posta anterior, venien el correu i el postilló a cavall. Quan arribaven feien sonar la corneta i llavors s'havien d'afanyar per tenir el cavall preparat per al relleu. El postilló tornava amb dos cavalls a Masnou, i el correu continuava fins a Sant Feliu.
Oficina de la plaça Urquinaona (1904-1929)
Una de les successives oficines centrals de Correus va estar a la plaça Urquinaona de 1904 a 1929, al mateix edifici que ara ocupa el teatre Borràs. En aquells anys, els vint del s. XX, el transport del correu ja es feia amb vehicles de motor.
Palau de Comunicacions (1929)El Palau de Comunicacions es va construir a l'inici de la Via Laietana, amb un estil monumental i espais de gran amplitud i decoració. Es convocà un concurs públic de projectes que va concloure amb l'adjudicació del premi, el 1914, a l'equip d'arquitectes format per Jaume Torres i Grau i Josep Goday i Casals, mentre que Puig i Cadafalch i Pere Domènech van quedar-ne finalistes. Va entrar en funcionament el 1929 i conté llocs inèdits com la torratxa, amb vistes sobre la Via Laietana i el mar, un petit museu amb aparells de telègrafs antics, una capella o la zona dels apartats de correus, amb una decoració característica dels anys 50.
- Centre Integral Logístic de Correus (2014): A la Zona Franca de Barcelona s'estrenà el 2014 el Centre Integral Logístic de Correus, centre d'alta tecnologia i grau d'automatització. Funciona les 24 hores del dia i tracta 6.000 paquets per hora, classificats i distribuïts pel codi de barres. Una part significativa correspon a la tramesa de productes venuts per internet, sector que pot donar nova vida a la distribució per correu.

## Correu modern
El correu modern està organitzat per serveis nacionals i privatitzats, que estan connectats recíprocament per regulacions internacionals, organitzacions i acords internacionals. Les cartes i paquets en paper es poden enviar a gairebé qualsevol país del món de manera relativament fàcil i econòmica. Internet ha fet que el procés d'enviament de missatges semblants a cartes sigui gairebé instantani, i en molts casos i situacions els corresponsals utilitzen el correu electrònic on abans haurien utilitzat cartes. El volum de correu electrònic enviat a través del servei postal dels Estats Units ha disminuït més d'un 15% des del seu màxim de 213 milions de peces anuals el 2006.

### Organització
Alguns països han organitzat els seus serveis de correu com a corporacions de responsabilitat limitada sense un monopoli legal.
El sistema postal mundial que constitueix els sistemes postals nacionals individuals dels estats autònoms del món està coordinat per la Unió Postal Universal, que, entre altres coses, estableix les tarifes d'enviament internacionals, defineix els estàndards per als segells postals i opera el sistema de cupó de resposta internacional.
A la majoria de països s'ha creat un sistema de codis (anomenat codi postal) per tal de facilitar l'automatització de les operacions. Això també inclou la col·locació de marques addicionals a la part de l'adreça de la carta o l'objecte enviat per correu, anomenada "codificació de barres". El codi de barres del correu per a l'enviament s'expressa normalment amb una sèrie de barres verticals, normalment anomenades codificació POSTNET o un bloc de punts com a codi de barres bidimensional. El mètode de "bloc de punts" permet la codificació de la prova de pagament de l'enviament, l'itinerari exacte per al lliurament i altres funcions.

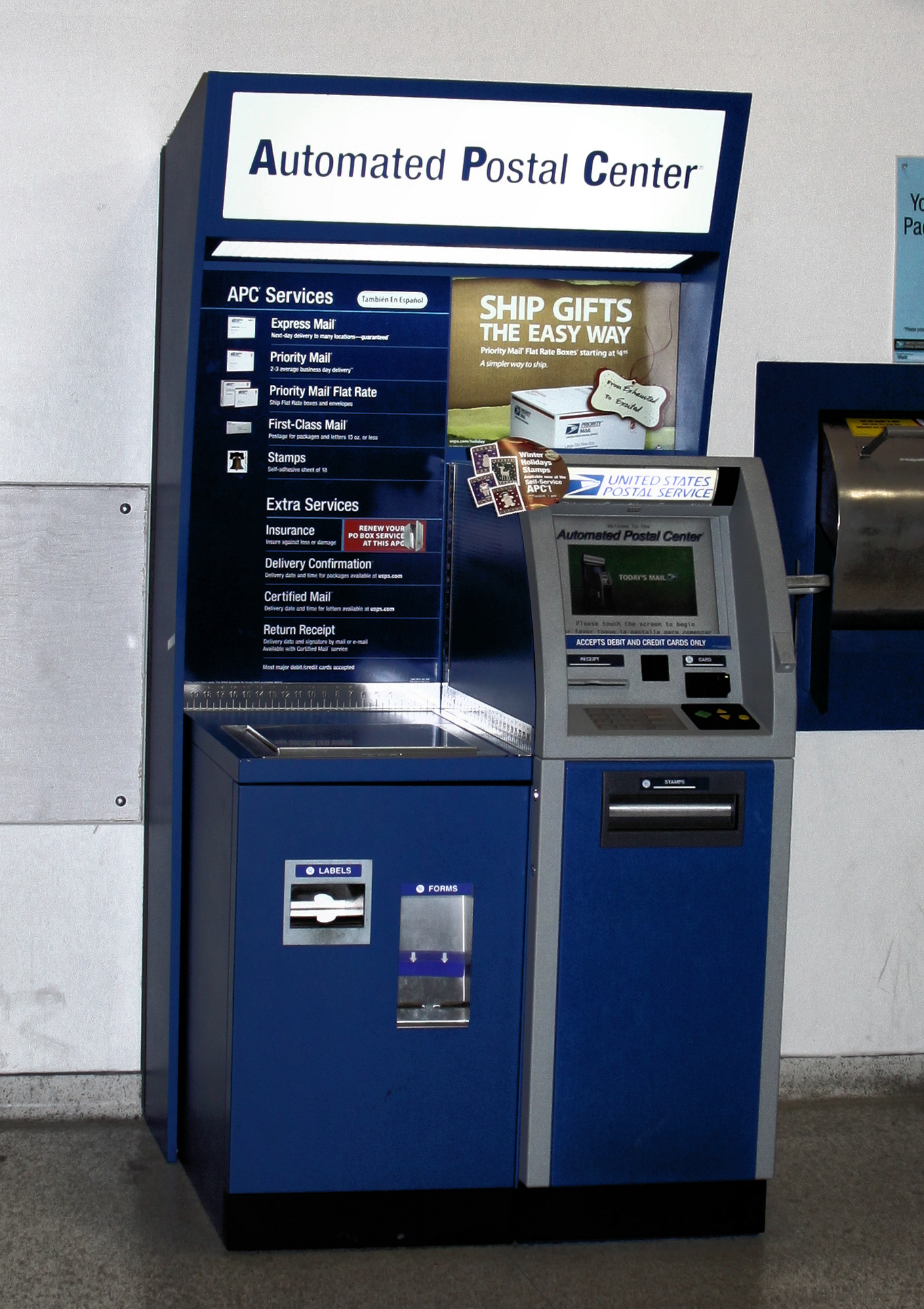
Una màquina postal automatitzada

El servei de correu ordinari es va millorar al segle XX amb l'ús d'avions per a un lliurament més ràpid. El primer servei postal de correu aeri programat del món va tenir lloc al Regne Unit entre els suburbis de Londres de Hendon i Windsor, Berkshire, el 9 de setembre de 1911. Alguns mètodes de correu aeri van resultar ineficaços, però, inclòs l'experiment del servei postal dels Estats Units amb coet de correu.
Els serveis de recepció es van posar a disposició per tal de concedir al remitent una confirmació de lliurament efectiu.

### Desregulació

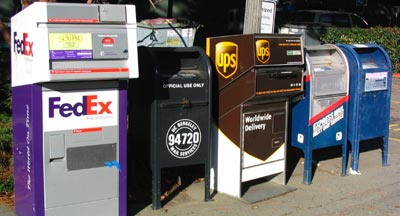
Als Estats Units, empreses privades, com ara FedEx i UPS, competeixen amb el United States Postal Service del govern federal, especialment pel que fa al entrega de paquets. També es proporcionen diferents bústies per al servei local i exprés. (L'USPS té un monopoli legal en Primera Classe i el lliurament de correu estàndard.)

Nombrosos països, inclosa Suècia (1 de gener de 1993), Nova Zelanda (1998 i 2003), Alemanya (2005 i 2007), Argentina i Xile van obrir el mercat dels serveis postals a nous entrants. En el cas de New Zealand Post Limited, això incloïa (a partir de 2003) el seu dret a ser l'únic membre de l'administració postal de Nova Zelanda de la Universal Postal Union, la qual cosa va acabar amb el seu monopoli en segells que porten el nom de Nova Zelanda.

## Per a més informació
- Almási, Gábor. Humanistic Letter-Writing.  Mainz: Institute of European History, 2010.
- Dorn, Harold; MacClellan, James E.. Science and Technology in World History: An Introduction.  Johns Hopkins University Press, 2006. ISBN 978-0-8018-8359-0.
- John, Richard R. Spreading the News: The American Postal System from Franklin to Morse (1995) excerpt
- Le Roux, Muriel, et al. eds. A Concise History of the French Post Office: From Its Origins to the Present Time (2018)
- Mote, Frederick W.; John K. Fairbank The Cambridge History of China.  Cambridge University Press, 1998. ISBN 978-0-521-24333-9.
- Prasad, Prakash Chandra. Foreign Trade and Commerce in Ancient India.  Abhinav Publications, 2003. ISBN 978-81-7017-053-2.